# Čechočovice (tvrz)
Tvrz Čechočovice stávala v obci Čechočovice nedaleko Třebíče.

## Historie
První zmínka o Čechočovicích je z roku 1358, kdy patřila Hrutovi z Čechočovic. Dále jsou jako majitelé uváděni Vok z Čechočovic, Ctibor z Čechočovic a Boček ze Slavic. Následně byla tvrz prodána bratrům z Rochova a roku 1499 ji získávají Valdštejnové.

## Lokace
Přesná lokalita tvrze není známa. Pravděpodobně stála v místech domu č. p. 19 nebo v nejbližším okolí. Nejpravděpodobnější se zdá být kopeček na zahradě tohoto domu, který je dnes z velké části porušený. Dnes zde stojí skleník.
Podle místních obyvatel stávala tvrz na přiléhající zahradě (dříve mokřina při potoku), kde ještě před nedávnem byly patrné zbytky valů. Do dnešních dní se ovšem nic nezachovalo a bez archeologického průzkumu bude těžké určit přesnou lokalitu.

## Podoba
V zahradě domu stojí porušená terénní vyvýšenina s mělkým valem s rozměry přibližně 10–12 metrů. Výška valu je cca 4 metry, místo je dnes však zastavěno skleníkem, směrem na západ od vyvýšeniny je snad vidět pozůstatek příkopu.